# Justify (galopphäst)
Justify, född 28 mars 2015 i Versailles i Kentucky i USA, är ett engelskt fullblod som tävlade 2018. Han tränades av Bob Baffert och reds oftast av Mike E. Smith. Han var mest känd för att ha blivit den 13:e hästen som tagit en Triple Crown 2018, samt för att varit den enda häst som tagit titeln och varit obesegrad under hela tävlingskarriären. 

## Karriär
Justify tävlade endast under säsongen 2018, och sprang totalt in 3 798 000 dollar på 6 starter, varav lika många segrar. Han tog karriärens största segrar i Santa Anita Derby (2018), Kentucky Derby (2018), Preakness Stakes (2018) och Belmont Stakes (2018).
Justify tävlingsdebuterade den 18 februari 2018 i ett maidenlöp på Santa Anita Park. Han reds då av jockeyn Drayden Van Dyke, och tillsammans segrade de med 9,5 längd. Sin andra start i karriären gjorde han den 11 mars 2018 i Allowance Optional Claiming. Han reds av Mike E. Smith, som kom att bli hans ordinarie jockey resten av karriären. Då han behövde poäng i Road to the Kentucky Derby, anmäldes han till Santa Anita Derby, där han tillsammans med Smith segrade med 3 längder. Med segern kvalificerade han sig för Kentucky Derby, det första av de tre Triple Crown-löpen.

### Positivt dopingtest
Efter att han segrat i Santa Anita Derby avslöjade The New York Times att Justify testat positivt för skopolamin, en förbjuden substans som kan verka prestationshöjande. California Horse Racing Board lade ner fallet, och Justify fick behålla segern. Baffert sa att han aldrig avsiktligt gett Justify eller någon annan häst substansen.

### Kentucky Derby
Efter segern i Santa Anita Derby blev Justify spelfavorit för Kentucky Derby. Ingen häst sedan Apollo 1882, hade lyckats segra i löpet utan att tävla som tvååring (den så kallade Curse of Apollo). Kentucky Derby redds den 5 maj 2018 på en regntung bana, men tillsammans med Smith så var Justify ändå först över mållinjen.

### Preakness Stakes
Nästa löp i karriären blev andra löpet av Triple Crown-löpen, Preakness Stakes. Även där var Justify spelfavorit. Efter flera dagars regn var banan tung, och värre än i Kentucky Derby. I löpet fick Justify tidigt ledningen, en position som han lyckades hålla under hela löpet, då han höll undan med en halv längd till Bravazo.
Den 24 maj 2018 rapporterade ESPN.com och New York Times att Justifys betäckningsrätter hade sålts till Coolmore Stud på Irland för 60 miljoner dollar. En bonus på 25 miljoner dollar skulle utbetalas om Justify skulle ta en Triple Crown.

### Belmont Stakes
Baffert hade tränat den senaste hästen som tog en Triple Crown, American Pharoah 2015, och gjorde upp ett liknande träningsschema för Justify. Den 9 juni 2018 reds Belmont Stakes, det tredje och sista av Triple Crown-löpen. Justify startade från bricka 1, vilket betydde att han riskerade att sitta fast om han skulle få en dålig start. Smith skickade dock Justify till ledningen, en position som han höll under hela löpet, och blev därmed den 13:e hästen som tagit en Triple Crown. Han blev även den andra hästen som tagit en Triple Crown och varit obesegrad.

### Skada
Efter Belmont Stakes återvände Justify till Churchill Downs, där en hyllning till honom hölls den 16 juni 2018. Han återvände därefter hem till Santa Anita, där han även hyllades den 23 juni 2018. Baffert fortsatte att träna Justify, och hade som mål att ta en Grand Slam senare under året, då Justify skulle starta i Breeders' Cup Classic. I början på juli 2018 märkte Baffert en svullnad på Justifys framben, som sedan undersöktes.
Den 25 juli 2018 meddelades det att Justify avslutar sin tävlingskarriär, för att istället vara verksam som avelshingst.

### Avelskarriär
Den 14 september 2018 meddelade majoritetsägarna WinStar Farm att Justify skulle stallas upp som avelshingst på Ashford Stud i Versailles i Kentucky, en nordamerikansk filial för Coolmore Stud.